# セルジオ・インクラン
セルジオ・インクラン（Sergio Inclan）は、メキシコ人の外交官、法学博士。在日メキシコ大使館元公使、メキシコ経済省元駐日代表。

## 人物・経歴
1978年から1982年、メキシコ国立自治大学で国際法学士取得。1984年から1987年、同大学院にて日本文化、日本語、日本法を修める。
1987年から1988年、大阪大学で日本文化、日本語学を修め、国際経済法研究に従事。1991年から1993年、国連大学（Environment and Human Security：UNU-EHS）博士課程で国際経済法を研究。
1988年から1994年、立教大学大学院法学研究科にて法学博士（PH.D）取得。
1994年4月から1994年12月、メキシコ国家エネルギー効率委員会（CONAE)国際協力担当理事、1995年1月から1996年12月、メキシコ投資委員会（MIB）アジア太平洋地域担当エグゼクティブ・バイスプレジデントを歴任。
1997年1月から2006年6月、在日メキシコ通商代表部長官、メキシコ対外貿易銀行（Bancomext)在日主席代表、在日メキシコ大使館商務大臣を務める。
2006年から2011年10月、GModelo International(Corona Extra Beer)アジア担当取締役社長兼CEO、2011年12月から2013年7月、トヨタ自動車エグゼクティブ・アドバイザーを歴任。
2013年8月から2021年1月、在日メキシコ大使館公使、メキシコ経済省駐日代表を務める。